# Trường đua Thành phố Baku
Trường đua Thành phố Baku (tiếng Azerbaijan: Bakı Şəhər Halqası), là một trường đua đường phố nằm ở Baku, Azerbaijan. Trường đua hiện đang đăng cai giải đua ô tô Công thức 1 Azerbaijan trong Công thức 1.

## Lịch sử
Vào tháng 12 năm 2013, Chủ tịch kiêm Giám đốc điều hành Công thức 1, ông Bernie Ecclestone, gợi ý rằng một chặng đua Công thức 1 sẽ được tổ chức vào năm 2016 nhưng sau đó tuyên bố rằng do ban tổ chức giải đua ô tô Công thức 1 Hàn Quốc vi phạm hợp đồng nên sự kiện này sẽ được dời sang năm 2015. Tuy nhiên, vào tháng 7 năm 2014, có thông báo rằng cuộc đua ra mắt sẽ bị trì hoãn cho đến năm 2016.
Vào tháng 6 năm 2016, trường đua Thành phố Baku chính thức được khánh thành cho các sự kiện đua xe.

## Thiết kế
Trường đua Thành phố Baku có tổng chiều dài 6,003 km và được thiết kế theo hướng ngược chiều kim đồng hồ bởi kiến trúc sư người Đức Hermann Tilke. Trường đua bắt đầu liền kề với quảng trường Azadliq, sau đó đi vòng quanh Tòa nhà Chính phủ trước khi chuyển sang phía tây dọc theo 1 km thẳng đến cung điện Shirvanshah và tháp Maiden. Tại đây, trường đua có đoạn đường lên dốc hẹp 7,6 m và sau đó tiếp tục đi vòng quanh Thành cổ Baku cho đến đoạn đường dài 2,2 km dọc theo đại lộ Neftchilar trở lại vạch xuất phát.
Truờng đua được dự đoán là trường đua đường phố nhanh nhất thế giới với tốc độ tối đa gần 360 km/h và là trường đua Công thức 1 dài thứ hai hiện tại sau trường đua Spa-Francorchamps ở Bỉ.
Hầu hết các cơ sở trong trường đua, chẳng hạn như khu tay đua, tòa box và các tòa nhà khác dành cho các đội, trung tâm báo chí và trung tâm y tế theo yêu cầu của Công thức 1, là tạm thời.

### Những lo ngại về an toàn trên trường đua
Trường đua Thành phố Baku cũng được biết đến bởi những lo ngại về an toàn từ nhiều bên khác nhau.
Vào năm 2021, nhà vô địch Công thức 1 năm 2016, Nico Rosberg đã nêu những lo ngại về an toàn về trường đua trên kênh YouTube của anh. Anh cho rằng lối vào làn pit nằm gần chỗ tốc độ cao với hơn 300 km/h gây ra rủi ro lớn về an toàn và đồng thời chỉ trích khi chỗ đó thậm chí vẫn còn tồn tại.

## Các kỷ lục thời gian được lập tại trường đua
Dưới đây là các kỷ lục thời gian nhanh nhất của các giải đua được tổ chức ở trường đua Baku:
| Giải đua                                | Sự kiện                                   | Tay đua                                 | Xe                                      | Thời gian                               |
| Kiểu đường Grand Prix Circuit: 6,003 km | Kiểu đường Grand Prix Circuit: 6,003 km   | Kiểu đường Grand Prix Circuit: 6,003 km | Kiểu đường Grand Prix Circuit: 6,003 km | Kiểu đường Grand Prix Circuit: 6,003 km |
| --------------------------------------- | ----------------------------------------- | --------------------------------------- | --------------------------------------- | --------------------------------------- |
| Công thức 1                             | Giải đua ô tô Công thức 1 Azerbaijan 2019 | Charles Leclerc                         | Ferrari SF90                            | 1:43,009                                |
| Công thức 2 (FIA F2)                    | Chặng đua Baku Formula 2 2017             | Charles Leclerc                         | Dallara GP2/11                          | 1:53,635                                |
| GP2 Series                              | Chặng đua Baku GP2 Series 2016            | Antonio Giovinazzi                      | Dallara GP2/11                          | 1:54,792                                |